# Cheilotrichia brachyclada
Cheilotrichia brachyclada là một loài ruồi trong họ Limoniidae. Chúng phân bố ở miền Cổ bắc.